# Pterophyllum leopoldi
Espèce
Pterophyllum leopoldi, le scalaire de Léopold, est une espèce de poissons d'eau douce du genre Pterophyllum appartenant à la grande famille des Cichlidés.

## Description
P. leopoldi se distingue des autres membres de Pterophyllum par l'absence de l'encoche pré-dorsale et par la présence d'une tache noire sur la nageoire dorsale qui se prolonge sur la 4e barre verticale. C'est la plus petite des espèces et la plus agressive de ce genre.[réf. nécessaire]

## Répartition géographique
Pterophyllum leopoldi est originaire des fleuves de l'Amazone : le long du fleuve Solimões et des rivières Rupununi et Essequibo.